# Miletínky
Miletínky (německy Paulus) jsou malá vesnice, část obce Ktiš v okrese Prachatice v Jihočeském kraji. Nachází se asi tři kilometry západně od Ktiše. Je zde evidováno 9 adres. V roce 2011 zde trvale žilo devět obyvatel.
Miletínky leží v katastrálním území Křížovice u Ktiše o výměře 11,92 km².

## Poloha
Miletínky se nacházejí na rozhraní Želnavské a Prachatické hornatiny, tudíž na rozhraní Šumavy a jejího podhůří, v údolí pravostranného přítoku Zlatého potoka (300 metrů od jejich soutoku), v nadmořské výšce 710 metrů.

## Historie
První písemná zmínka pochází z roku 1423. V roce 1651 zde podle Soupisu poddaných podle víry v osmi staveních žilo 38 osob. V roce 1910 zde stálo 14 domů, v nichž žilo 76 obyvatel (všichni německé národnosti).

## Obyvatelstvo
| Rok            | 1869 | 1880 | 1890 | 1900 | 1910 | 1921 | 1930 | 1950 | 1961 | 1970 | 1980 | 1991 | 2001 | 2011 | 2021 |
| -------------- | ---- | ---- | ---- | ---- | ---- | ---- | ---- | ---- | ---- | ---- | ---- | ---- | ---- | ---- | ---- |
| Počet obyvatel | 262  | 279  | 277  | 287  | 281  | 291  | 287  | 35   | 48   | 45   | 20   | 21   | 19   | 9    | 15   |
| Počet domů     | 41   | 43   | 44   | 45   | 46   | 46   | 48   | 43   | 43   | 9    | 5    | 7    | 9    | 9    | 9    |

## Obecní správa
Při sčítání lidu v letech 1850–1952 Miletínky byly osadou obce Křížovice v okrese Český Krumlov (v letech 1850–1910 Krumlov). Od roku 1953 jsou částí obce Ktiš v okrese Prachatice.

## Pamětihodnosti

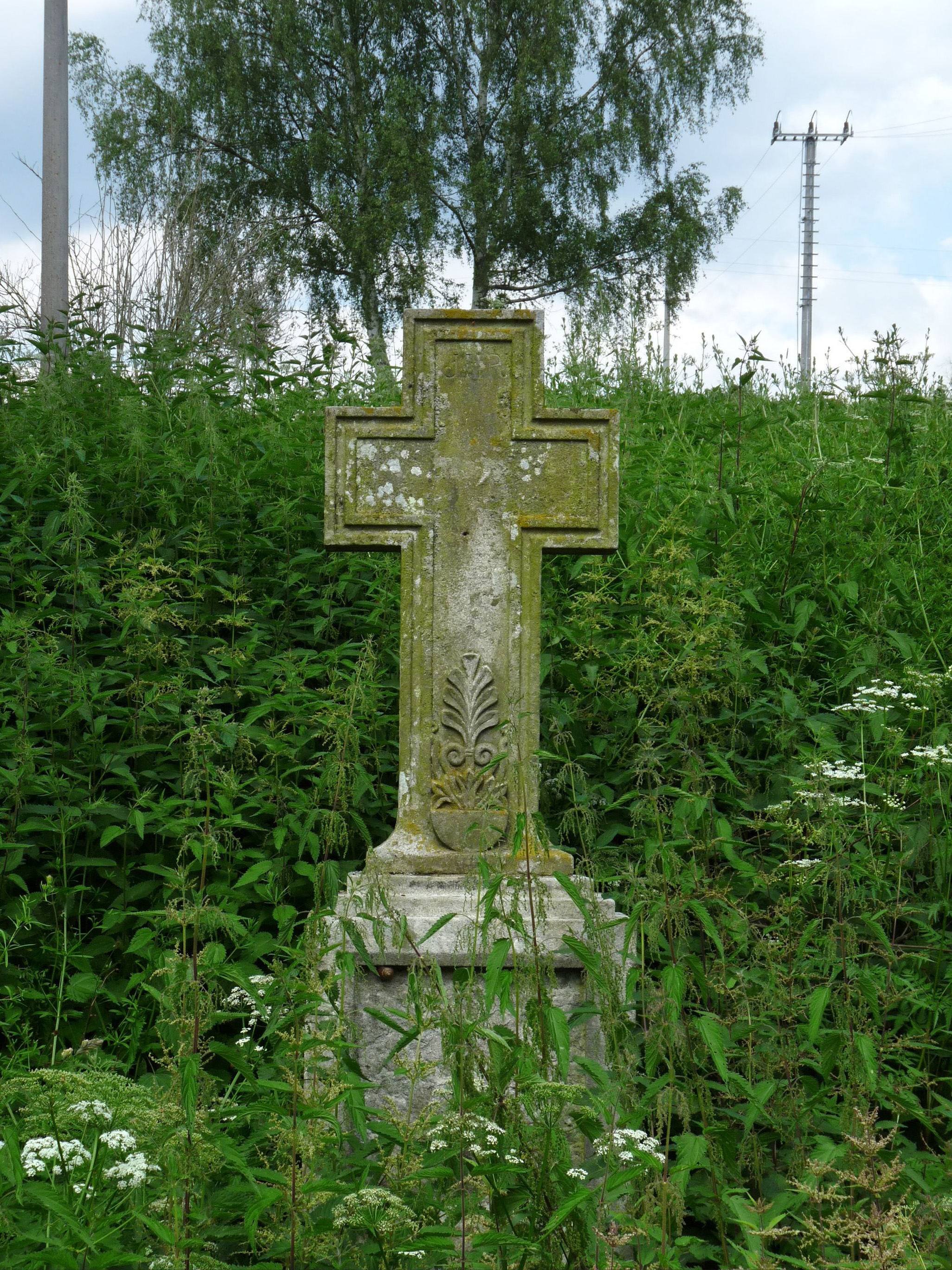
Kříž ve vsi

- V těsném sousedství vsi leží Přírodní rezervace Miletínky – borový les přirozeného složení na hadcovém podkladě
- V lese jihozápadně od vsi roste památný strom – Mamutí smrk.[11]
- V centru vesnice stojí mohutný kamenný kříž.